# 2699 Kalinin
2699 Kalinin је астероид главног астероидног појаса са средњом удаљеношћу од Сунца која износи 2,638 астрономских јединица (АЈ).
Апсолутна магнитуда астероида је 11,7.